# Helmer Gustavson (runolog)
Helmer Olof Gustavson, folkbokförd Gustafsson, född 23 mars 1938 i Valdemarsvik, död 21 september 2018 i Stockholm, var en svensk runolog som under mer än 30 år var verksam på Runverket vid Riksantikvarieämbetet som runexpert. Han var son till kemisten Helmer Gustavson. 
Gustavsons huvudsakliga arbetsuppgifter var arbetet med redigering, komplettering och utgivning av Gotlands runinskrifter i serien Sveriges runinskrifter samt vetenskaplig undersökning och dokumentation av nyfunna runinskrifter. Hans forskning omfattade också dalrunor och runkalendrar. Gustavson bidrog även till publiceringen av de nyaste bevisen för att Kensingtonstenen är en förfalskning.
Gustavson deltog under sin tid på Riksantikvarieämbetet dessutom aktivt i arbetet med framtagandet av en hänsynsparagraf för ortnamn i Kulturmiljölagen. Han var under ett antal år chef för den enhet som var Runverkets och ortnamnsfrågornas organisatoriska hemvist. Gustavson efterträddes som chef för Runverket av Marit Åhlén. År 2016 utnämndes han till hedersdoktor vid Uppsala universitets språkvetenskapliga fakultet.
Helmer Gustavsons publicering är omfattande, mestadels bestående av vetenskapliga artiklar om nyfunna runinskrifter, till största delen publicerade i Fornvännen.